# 리비에르누아르구

리비에르누아르 구

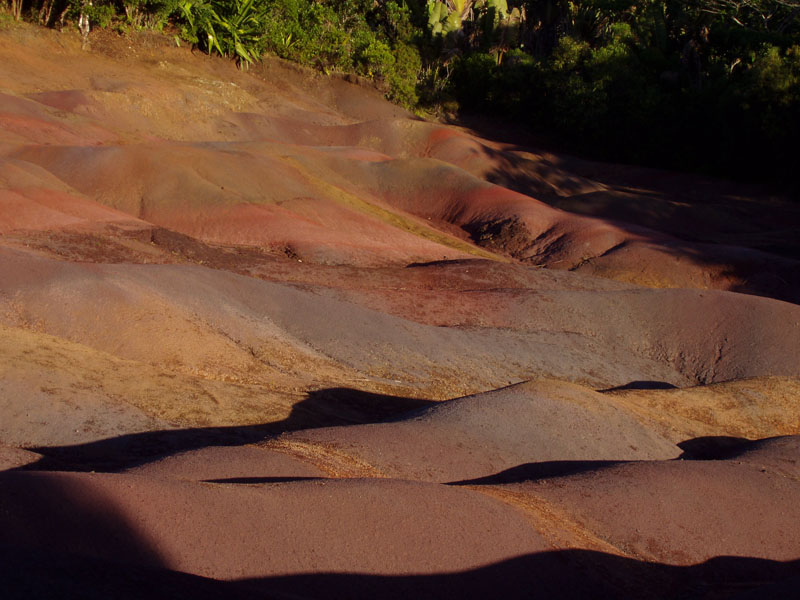
샤마렐

리비에르 누아르 구(Rivière Noire District)는 모리셔스 서부에 위치한 구로, 행정 중심지는 밤부스(Bambous, 과거 행정 중심지는 타마린)이며 면적은 259km2, 인구는 60,587명(2000년 기준)이다. 모리셔스에서 세 번째로 면적이 넓은 구이며 모리셔스에서 인구가 가장 적은 구이기도 하다.
리비에르 누아르 구에는 타마린 폭포, 광물에 따라 7가지 색을 띠는 대지로 유명한 샤마렐, 블랙리버 국립공원 등 관광지가 많다. 모리셔스 서쪽에 접하고 있기 때문에 아름다운 석양을 볼 수 있는 플리캉플라크 해변과 같은 아름다운 해변이 많으며 타마린이나 르모른 등지에서는 서핑을 많이 즐긴다.

## 같이 보기
- 모리셔스의 행정 구역